# Átomo exótico
Um átomo exótico é definido como um átomo normal em que uma ou mais partículas sub-atômicas foram substituídas por outras partículas de mesma carga.
Exemplos: um átomo hadrônico é aquele em que um elétron é substituído por um hádron de carga negativa, como um méson ka, um méson pi ou um antielétron.
Como estas partículas são instáveis ou interagem com o núcleo, os átomos exóticos são instáveis, apresentando meia-vida pequena. Apesar disso, alguns átomos exóticos formam moléculas (instáveis).

## Átomos muônicos
Um átomo muônico (Também chamado de um átomo mu-mesic), é quando um elétron é substituído por um muon, que, como o elétron, é um lépton. Desde léptons, interagem com a força fraca, eletromagnética e gravitacional, os átomos são muônicos rígidos com a interação eletromagnética. A descrição desse átomo não é complicada pois, entre lépton e o núcleo há uma interação de força forte.
Sendo um múon mais maciço do que um elétron, as órbitas de Bohr estão mais próximas do núcleo de um átomo muônico do que em um átomo comum, e as correções são mais importantes para a eletrodinâmica quântica. Estudo dos níveis de energia dos átomos muônico, bem como as taxas de transições de estado excitado para o estado fundamental, portanto, fornece testes experimentais feitas pela  eletrodinâmica quântica. A fusão catalisada por Muon é uma técnica aplicada aos átomos muônicos.

## Átomos hadrônicos
Um átomo hadrônico é um átomo em que um ou mais elétrons orbitais, são substituídos por um hádríons carregado.  Possíveis hádrons incluem mésons como o pion ou káon, produzindo um átomo mesônico; os antiprótons, produzindo um  átomo antiprotônico; e a partícula 
Σ−
, tornando-se um átomo 
Σ−
 ou sigmaônico.
Ao contrário de léptons, os hádrons podem interagir através da força forte, de modo que os níveis de energia dos átomos hadrônicos influenciam as forças nucleares entre o núcleo e os hádrons. Uma vez que a força seja uma interação forte de curto alcance, estes efeitos mais fortes ao redor do núcleo do atômico envolvido o orbital, quando os níveis de energia envolvidos se alargam ou desaparecem devido à absorção do hádríon pelo núcleo.  Átomos Hadrônicos , como o hidrogênio piônico e hidrogênio kaônico, assim, fornece um campo fértil para experimentos em teoria das interações fortes, cromodinâmica quântica.

## Ônio
Um ônio é a ligação do estado de uma partícula e sua antipartícula. O ônio clássico é um positrônio, que consiste em um elétron e um pósitron unidos como um estado meta estável de longa duração. Positrônio tem sido estudado desde da década de 1950 para compreender estados de ligação em teoria quântica de campos. Um desenvolvimento recente chamado eletrodinâmica quântica não-relativística (NRQED) usa este sistema como um campo de provas.
Pionium, um estado ligado de dois píons com cargas opostas, oriunda de uma interação forte, tal qual os protônicos. Os verdadeiros análogos dos positrônios na teoria das interações fortes, no entanto, não são átomos exóticos, os mésons, os  estado quarkonium, cuja composição é de um quark pesado, como o quark charme ou bottom e seu antiquark. (Quark Top é tão pesado que se deterioraria através da força fraca antes que podem-se formar uma ligação.) Exploração desses estados através da cromodinâmica quântica não-relativística (NRQCD) e a grade QCD são testes cada vez mais definitivos para a cromodinâmica quântica.
Muonium, apesar do nome, não é um ónio contendo um múon e sua antipartícula. No entanto, a produção de um par casado de múon e sua antipartícula, que é um ónio, tem sido teorizado.
Compreender suas ligações físicas dos hádrons como pionium e protônio tem sido relevante , a fim de esclarecer as noções relacionadas com hádron exótico tais como moléculas mesônica e estado pentaquark.

## Átomos hipernucleares
Átomos podem ser compostos de elétrons que orbitam um hipernucleo que inclui partículas estranhas chamadas híperons. Esses átomos geralmente são estudados por seu comportamento nuclear, caindo para o reino da física nuclear, em vez de física atômica.

## Átomos quase partículas
Em sistemas de matéria condensada, especificamente em alguns semicondutores, há estados chamados excítons que são estados de um elétron e um buraco de elétron vinculados.